# Dalbeattie Golf Course
Dalbeatty Golf Course is een golfbaan in Dalbeatty (Schotland). De golfbaan heeft 9 holes en beschikt niet over een driving range.
Dalbeatty Golf Course werd in 1894 opgericht en beschikt over een clubhuis.

## Scorekaart
| Hole   | Lengte (wit; in meter) | Par (wit) |
| ------ | ---------------------- | --------- |
| 1      | 170                    | 3         |
| 2      | 377                    | 4         |
| 3      | 315                    | 4         |
| 4      | 332                    | 4         |
| 5      | 289                    | 4         |
| 6      | 301                    | 4         |
| 7      | 308                    | 4         |
| 8      | 143                    | 3         |
| 9      | 376                    | 4         |
| Totaal | 2.611                  | 34        |